# 諾敏 (乾隆進士)
諾敏（约1710年代—？），字学时，号逊斋、捷庵，塞克图氏，正白旗满洲包衣（属内务府正白旗蒙古姓满洲旗人）。清朝官员，进士出身。

## 生平
雍正十三年（1735）乙卯科举人，乾隆二年（1737年）丁巳恩科三甲进士。翰林院散馆后改主事，官至翰林院庶吉士、侍读学士。乾隆二十五年，任庚辰科会试同考官。

## 家族
此塞克图氏（或色克图氏、色赫图氏）支源于蒙古。家族有晚清总管内务府大臣师曾，据台湾故宫资料处传包等史料，“师曾，色克图氏，蒙古正白旗人，……国朝龙兴、辽沈八旗世胄，代有名臣，故能长承宠眷，声施烂然，内务府独以密迩禁近，多以勤慎谨恪，结圣主知，跻清华之选，至其人事迹遂不多见，……(师曾家）受列圣特知，得（慈禧）皇太后与今上（光绪）之宠任，可以得其概矣。” 从这段描述可知此支色克图氏祖上世代较为显赫，代有名臣，而且世代内务府为官，结康熙（清圣主）之知遇，清华之选，至其人事迹遂不多见（清华之选专指清代翰林侍读，即师曾的曾祖父诺敏和其兄弟德瑛均中翰林，为官谨慎低调，生平事迹不多，家族受世代圣上特恩，晚清师曾受慈禧光绪宠眷。），此支后亦属内务府正白旗包衣，和德保 (清朝)、英和之索绰络氏家族属同一管领下，关系密切。
- 高祖：和托齐（c.1590s-?），副将。“和托齊，正白旗包衣管領下人，世居土黙特地方，来歸年分無考，原任副將。其子天成原任協領。……元孫諾敏現任庶吉士”（《八旗滿洲氏族通譜》卷六十九）。
- 曾祖（c.1620s-?）：天成，亦田成（见乾隆进士德瑛齿录），原任协领。
- 祖父（c.1650s-?）：班布詹或班布占，原任司库。
- 父辈（c.1680s-?）：迈堪。迈格，內務府坐辦堂郎中，食俸四五十年，总管六库，乾隆元年为皇太后庆典操办事宜；其子乾隆十六年（1751年）辛未科进士德瑛。迈柱，参领，疑雍正年间党附郡王允禟被杀。迈兰，内管领。迈图，原任笔帖式。
  - 父辈的姐妹疑是康熙谨嫔（1682-1739），后世亦称道嫔，因色克图氏改道姓，员外郎多尔济之女，记作色赫图氏，《八旗满洲通谱》此支虽未记有多尔济，谨嫔祖上疑来自蒙古，和此支祖上来源符合。
- 同辈：永龄，生员；昌平（常平），蒙古中书；[2]德瑛，乾隆辛未进士，德瑛和索绰络氏德保 (清朝)同属内务府正白旗包衣喜元（又禧缘）管领下人。
- 妻：李氏（父内务府正白旗汉军、内务府员外郎長榮，祖父总管内务府大臣李延禧 (清朝)）。继妻白氏，疑内务府人，官山东巡抚白准泰家族。
- 子：书庭，和德保 (清朝)之子英和同属哈丰阿管领下人，文举人、官光禄寺署丞，配王氏。(见南京大学清代官员档案库师曾弟效曾档案，效曾祖諾敏、祖书庭、父连昌）：
- 孙：江蘇松白糧幫千總连昌，字号韞齋，诺敏妻白氏所出。连昌配王氏、董氏、安氏（子师曾）。
- 曾孙：连昌之子总管内务府大臣师曾、效曾、奉曾、希曾。兄弟或官江苏布政使、淮安关监督、苏州织造、内务府郎中。尤以师曾和容山、延昌等人为慈禧儿子同治修建帝陵、后来长年任总管内务府大臣职最为显赫，慈禧太后赐以一品兵部尚书例葬、加太子太保衔、赐陀罗经被。南京大学清代官员档案库有：内務府正白旗蒙古昌煜管領下廣儲司員外郎效曾……色克圖氏，曾祖父母原任經筵講官翰林院侍讀學士諾敏、白氏；祖父母原任光祿寺署丞書庭、王氏。父母原任江蘇松江督糧分府連昌、安氏，並無内廷姻戚，現任兵部左侍郎師曾之弟。
- 曾孙女：塞克图氏或色克图氏（师曾胞妹）嫁内务府镶黄旗汉军杨继振（父进士锺裕，堂兄进士宜振）。
- 玄孙玄孙女：玄孙有文麟（亦文麒、文瑞图、退庵居士，师曾子）、文𨰹（师曾子）、文彝（字号六舟、亦鹭洲，效曾子，和恽毓鼎交往，见《澄斋日记》记为六舟〉、文经（师曾胞侄）、文铭（效曾子）等，多为晚清内务府员外郎、郎中。民国改姓田氏，如师曾子田文麒亦名文瑞图，著名京剧票友。师曾侄子田文彝，民国江苏官员。玄孙女塞克图氏或色克图氏数人，分别嫁进士完颜嵩申（妻师曾之女）、裕寬子熙楨（妻效曾之女）、广州将军景沣（养父索绰络氏宝鋆）、（继配嫁）宗室載勤（继妻奉曾之女；載勤原配妻戴佳氏进士晋康之女）等。